# Pierre-Florent Baillairgé
Pour les articles homonymes, voir Baillairgé.
Pierre-Florent Baillairgé, (né le 29 juin 1761 à Québec et décédé le 9 décembre 1812) est un artisan. Avec son père, Jean, et son frère, François, ils réalisent des sculptures décoratives sur bois pour plusieurs églises de la région de Québec.
Pierre-Florent entre au séminaire de Québec en 1777 où il poursuit ses études jusqu'en 1784. Il va au collège Saint-Raphaël à Montréal où, tout en poursuivant ses études théologiques, il enseigne les belles-lettres.
Il respecte le style Français, que sa famille a emporté au Bas-Canada. Son expertise en tant que menuisier est évidente dans le travail qui lui a survécu,.